# خوليو باروسو
خوليو باروسو (بالإسبانية: Julio Alberto Barroso)‏ (16 يناير 1985 بسان مارتن في الأرجنتين - ) هو لاعب كرة قدم أرجنتيني في مركز الدفاع. شارك مع منتخب الأرجنتين تحت 20 سنة لكرة القدم. أما مع النوادي، فقد لعب مع أرجنتينوس جونيورز وإستوديانتيس دي لا بلاتا وبوكا جونيورز وكولو-كولو ونادي أوهيجينس ونادي راسينغ وديبورتيفو نوبلينس ‏ وLorca Deportiva CF ‏.

## روابط خارجية
- خوليو باروسو على موقع قاعدة بيانات كرة القدم.إي يو (الإنجليزية)
- خوليو باروسو على موقع Soccerway.com (الإنجليزية)
- خوليو باروسو على موقع عالم كرة القدم.نت (الإنجليزية)
- خوليو باروسو على موقع AS.com (الإسبانية)